# السياسة على الإنترنت
السياسة على الإنترنت تشير إلى استخدام الإنترنت في مجال السياسة. إن السياسة على الإنترنت في المجتمع الحديث، مثل التجارة الإلكترونية، توفر الوقت والجهد لنشر الافكار السياسية وتحسن كفاءة التواصل بحد كبير.
و خلال فترة تفشي فيروس كورونا أصبحت الاجتماعات تعقد بين السياسيين والدبلوماسين على الإنترنت